# Haliclona stilensis
Haliclona stilensis ist eine Art aus der Klasse der Hornkieselschwämme.

## Merkmale
Die äußere Erscheinungsform und Färbung des Schwammes kann in weitem Spektrum variieren. Oft bilden sie dünne, fleckenartige Krusten von etwa 4 × 5 cm und einer Dicke von 0,1–0,5 cm, zuweilen auch größere Massen von etwa 20 × 8 × 5 cm, mit glatten, rundlichen Loben oder verzweigten Ästen, oder hochgewachsene, kaminartige Formen mit großen, endständigen Oscula. Die Oberfläche ist glatt. Die Oscula bilden entweder ausgedehnte Ansammlungen von kaminförmigen Strukturen oder kleine Erhebungen, die in ihrer Form an Vulkankegel erinnern. Die Färbung wird als beige bis purpurfarben beschrieben, wobei die Ränder der Oscula nur blass gefärbt sind.
Haliclona stilensis unterscheidet sich von der sehr ähnlichen, im Nordatlantik verbreiteten Art Haliclona cinerea insbesondere durch ihre Färbung und die Tatsache, dass sie bei Berührung keinen Schleim absondert.

## Vorkommen
Die Art ist im Einflussbereich des Benguelastroms von der Küste Namibias bis zur Südküste Südafrikas verbreitet. Sie besiedelt das flache Subtidal in Wassertiefen von 1–15 m an mäßig exponierten bis geschützten Küstenabschnitten, wo sie häufig unter Steinen, aber auch an Muschelschalen und Algen aufgewachsen, zu finden ist.

## Taxonomie
Die Erstbeschreibung von Haliclona stilensis erfolgte 1933 durch den britischen Zoologen Maurice Burton an einem Exemplar von Stilbaai an der südafrikanischen Küste des Indischen Ozeans.